# 芳子ビューエル
芳子ビューエル（よしこ ビューエル）は、日本の経営者。株式会社アルトスター代表取締役社長・株式会社アイデン代表取締役。
輸入商社を経営。世界各国の寝具・食品・雑貨などを輸入するほか、メーカーの商品開発/販促・通販事業者の支援に携わる。
北欧を中心とする世界のライフスタイルに精通しており、輸入専門家の経験を元に、著作・講演を行う。北欧のライフスタイル「ヒュッゲ」「fika（フィーカ）」を日本に紹介。メディアでも注目される。
近年は「ウェルビーイングアドバイザー」としての活動を開始。各個人の心の健康や心理的な満足を追求するべく、「幸せ」について多角的に考えるセミナーやカウンセリングなども行っている。
著書に「世界一幸せな国、北欧デンマークのシンプルで豊かな暮らし」（大和書房）、「fika(フィーカ)  世界一幸せな北欧の休み方・働き方」（キラジェンヌ）、「私を幸せにする起業」（同友館）、「経営者のゴール: M&Aで会社を売却すること、その後の人生のこと」（あさ出版）、「北欧流 幸せになるためのウェルビーイング」（キラジェンヌ）など。

## 経歴
群馬県立高崎女子高等学校を卒業後カナダに留学。ブリティッシュコロンビア州公立ダグラスカレッジを卒業。
卒業後、当時西海岸最大手のOA機器販売会社であった Benndorf-Verster LTD. （現キンコース）に第一号女性営業マンとして採用される。入社後6ヶ月でトップ成績を取る。妊娠9ヶ月まで営業を続け、出産後はすぐに職場復帰。営業部から広報部に配属移動される。
1989年3月 日本に帰国し株式会社アペックス設立。北欧を初めとする海外から商品を輸入し、日本国内で企画販売を行う。
その後、JETRO の輸入専門家として北米、北欧、ヨーロッパ、オセアニアに派遣される。またASEANセンターの対日輸出専門家としてもマレーシア、ブルネイ等へも派遣される。
1999年よりデンマークの医療寝具メーカーヨーク&ラーセン社（1918年設立）のブランド ダンフィル を日本に紹介。以来40万個以上の寝具を売り上げる。そのほか、北欧雑貨menu（デンマーク）や、magisso（フィンランド）などの日本代理店を務めるだけではなく国内メーカー（食品を含む）の支援を行う。
2012年11月　株式会社アペックスはティーライフ社（現在東証一部）と資本提携。取締役社長に就任。
2017年5月　  株式会社アルト（現在は株式会社アルトスターに社名変更）は高崎市に、インテリアショップALTOをオープン。
2020年10月　株式会社アペックスの年商は約 44 億円を達成。株式会社アペックス 取締役社長を退任。
2020年10月　株式会社アイデン設立。現在は株式会社アルトスター・株式会社アイデンの2社を経営。事業は寝具・食品・雑貨などのライフスタイル商品の輸入から、商品開発・販促・コンサルティングまで多岐に渡る。
2023年4月　  株式会社アルトスター、新社屋完成。北欧のライフスタイル提案店 LYCKA および、心と体の健康を支援するMindsuppli(サロン）を併設。

## 主な出演

### テレビジョン
- QVC
- 行列のできる芸能人通販王決定戦
- ワールドビジネスサテライト
- 未来世紀ジパング
- ごごナマ
- ひるまえほっと
- フューチャーランナーズ

## 主な著作
- 「なぜ、テレビショッピングで買ってしまうのか?」中経出版、2007年
- 「働く女性の「経験ゼロ」の仕事力」かんき出版、2010年
- 「なぜか愛される女性経営者27人の夢をかなえた魔法の言葉Ⅱ」ｷﾞｬｯﾌﾟｼﾞｬﾊﾟﾝ、2014年
- 「世界一幸せな国、北欧デンマークのシンプルで豊かな暮らし」大和書房、2017年
- 「fika(フィーカ)  世界一幸せな北欧の休み方・働き方」キラジェンヌ、2019年
- 「私を幸せにする起業」同友館、2019年
- 「経営者のゴール: M&Aで会社を売却すること、その後の人生のこと」あさ出版、2024年
- 「北欧流 幸せになるためのウェルビーイング」キラジェンヌ、2024年